# Myriam Baverel
Myriam Baverel (Chambéry, 14 de enero de 1981) es una deportista francesa que compitió en taekwondo. 
Participó en los Juegos Olímpicos de Atenas 2004, obteniendo una medalla de plata en la categoría de +67 kg. Ganó una medalla de plata en el Campeonato Mundial de Taekwondo de 2003 en la categoría de –72 kg.

## Palmarés internacional
| Juegos Olímpicos   | Juegos Olímpicos                  | Juegos Olímpicos | Juegos Olímpicos |
| Año                | Lugar                             | Medalla          | Categoría        |
| ------------------ | --------------------------------- | ---------------- | ---------------- |
| 2004               | Atenas (Grecia)                   | Medalla de plata | +67 kg           |
| Campeonato Mundial |                                   |                  |                  |
| Año                | Lugar                             | Medalla          | Categoría        |
| 2003               | Garmisch-Partenkirchen (Alemania) | Medalla de plata | –72 kg           |